# Els crims del rosari
Els crims del rosari (títol original en anglès The Rosary Murders) és una pel·lícula de misteri criminal estatunidenca del 1987 dirigida per Fred Walton i protagonitzada per Donald Sutherland, Charles Durning, Belinda Bauer i Josef Sommer. La seva trama segueix una sèrie d'assassinats horripilants ocorreguts dins d'una parròquia de Detroit Catòlica Romana. Està basat en la novel·la homònima del 1979 de William X. Kienzle. Kienzle va rebre crèdit pel guió, igual que Elmore Leonard. Ha estat doblada al català.

## Trama
En una parròquia de l'Església catòlica a Detroit, comença una sèrie d'assassinats en ràpida successió: primer, el pare James Lord és assassinat el dimecres de cendra per un agressor desconegut. que desconnecta el respirador de la seva habitació de l'hospital. Poc després, la germana Ann Peschal informa al seu superior, el pare Robert Koesler, que té la intenció de marxar del convent, ja que s'ha enamorat d'un home i vol casar-se amb ell. L'endemà al matí, Koesler la troba apunyalada a la seva banyera. Una tercera víctima, el pare Dailey, és abatut a trets dins d'una cabina confessional a la capella. Amb cada assassinat, l'agressor deixa enrere un rosari negre a la mà de la víctima.
Pat Lennon, un periodista del diari local, és designat per cobrir els assassinats i entaula una amistat amb Koesler, que ell mateix té experiència treballant amb la premsa catòlica de la ciutat. Més tard, Koesler enfada el seu superior, el pare Nabors, després de fer un bateig a un infant nascut fora del matrimoni. Koesler es posa nerviós quan un home que diu ser l'assassí visita el seu confessionari i culpa a l'església de la mort de la seva filla adolescent tres anys abans. Koesler està sacsejat per l'encontre i està en conflicte per informar-ho a les autoritats, ja que a un sacerdot se li prohibeix moralment trencar el secret de confessió. Més tard, el pare Killeen és atropellat per l'assassí amb un cotxe mentre corre en una zona industrial despoblada de la ciutat; l'assassí surt del cotxe i dispara a Killeen abans de posar-li un rosari a la mà.
Koesler comença a investigar, buscant registres de la mort d'una noia de setze anys. Finalment troba registres d'una Katherine Javison, de qui s'assabenta que va assistir a una escola catòlica. Parlant amb el personal, s'assabenta que Katherine va caure en una inexplicable depressió profunda l'últim any de la seva vida abans de suïcidar-se. Koesler intenta parlar amb la germana Margaret Mary, l'assessora de l'escola de Katherine, però se li informa que va fer un vot de silenci després de la mort de Katherine. A continuació, Koesler visita la casa dels Javierson però no rep resposta en trucar a la porta; s'enfila per una finestra al dormitori de Katherine, que no ha canviat des de la seva mort. Koesler nota un rosari negre a l'habitació, així com un llum de sostre i una corda que la Katherine solia penjar-se. El pare de Katherine atrapa Koesler a la casa, però li permet sortir il·lès.
Mentrestant, el pare Steele és cridat per donar la comunió a un pres, i és escortat per la policia, només per ser assassinat dins de la casa. Més tard, sense voler-ho, Koesler confessa a Pat, que li confessa els seus sentiments romàntics per ell. Quan intenta trucar-la, s'assabenta que ha marxat de Detroit. Koesler aconsegueix organitzar una reunió amb la germana Mary Margaret al claustre. Inicialment es comunica amb un bloc de notes, abans de cedir i parlar en veu alta: informa a Koesler que Katherine li va confiar que ella i el seu pare tenien una relació incestuosa. Mary Margaret es va negar a creure l'acusació, però va sentir una profunda culpabilitat després que Katherine es va suïcidar. Moments després que Koesler se'n vagi, la germana Mary Margaret és morta a trets a la cuina per un aparent reparador. Koesler i dos policies escolten el tret i corren a ajudar-la, però l'assassí mata a dos agents i s'escapa.
A la comissaria de policia, Koesler estudia un tauler de proves que mostra les víctimes de l'assassí en sèrie, i s'adona que el nom de cada víctima té una connexió amb un dels Deu Manaments. Koesler conjectura que Nabors pot ser la següent víctima (basat en el manament "No donaràs testimoniatge fals contra el teu proïsme"), però el pare Nabors aconsegueix realitzar un servei de Divendres Sant sense incidents. Després del servei, Koesler observa que Robert Javison arriba a l'església per confessar-se. Javison confessa a Nabors que havia forçat la seva filla a fer incest amb ell, abans de treure una pistola per matar Nabors; tanmateix, l'intent d'assassinat fracassa quan la policia, observant des de fora, dispara a Javison a matar per una finestra. Després, Koesler rep una carta trobada a la butxaca d'en Javierson; és la nota de suïcidi de Katherine en què s'acomiada, i que perdona al seu pare.

## Repartiment
- Donald Sutherland com el pare Robert Koesler
- Charles Durning com el pare Ted Nabors
- Josef Sommer com el tinent. Walt Kosnicki
- Belinda Bauer com a Pat Lennon
- James Murtaugh com a Robert Javierson
- Addison Powell com el pare Killeen
- Anita Barone com Irene Jimenez
- Tom Mardirosian com el detectiu Fallon
- Jihmi Kennedy com a oficial Knight
- Anna Minot com la germana Mary Margaret
- Mark Margolis com el pare Max
- Rex Everhart com el pare Skiarski
- Lupe Ontiveros com a Sophie
- Stefan Gierasch com a Trupiano
- Cordis Heard com a Sor Magdala
- Peter Van Norden com el Pare McGiff

## Producció
La pel·lícula es va rodar a Detroit, a la parròquia Holy Redeemer, una església catòlica romana centenària al costat sud-oest de Detroit.

## Estrena
The Rosary Murders va ser distribuïda per New Line Cinema, i es va estrenar a Detroit el 27 d'agost de 1987, estrenant-se a Nova York i Los Angeles l'endemà, 28 d'agost.

## Recepció crítica
Al Los Angeles Times, el crític de cinema Kevin Thomas va escriure:
| « | Els crims del rosari és un exemple de bona escriptura igualada per firma, direcció discreta i una interpretació esplèndida d'un gran repartiment. En contrast amb l'emocionant de When a Stranger Calls de Walton, Els crims del rosari és discreta però pot fer-te sortir del seient... fins i tot en una segona visualització. Sutherland, els cabells platejats i ben tallats, irradia intel·ligència en un dels papers més importants i reflexius de la seva carrera. No importa que Durning sempre sembli un sacerdot perfecte, perquè és tan hàbil que fa que cada vegada sembli el primer. | » |

LaDetroit Free Press la va nomenar la pel·lícula número 32 de "les 50 pel·lícules més essencials ambientades a Michigan."